# Tachin (1936)
Tachin (taj.: ท่าจีน) – eskortowiec marynarki wojennej Tajlandii z okresu II wojny światowej, zbudowany w Japonii, pierwszy z dwóch okrętów typu Tachin. Klasyfikowany też w literaturze jako slup, pełnił w czasie pokoju rolę okrętu szkolnego. Wszedł do służby w Królewskiej Marynarce Wojennej Syjamu (Tajlandii) w 1937 roku, został uszkodzony przez brytyjskie lotnictwo w 1945 roku, po czym złomowany.

## Budowa
Dwa okręty typu Tachin zostały zamówione w ramach dużego programu rozbudowy Królewskiej Marynarki Wojennej Tajlandii, wówczas noszącej nazwę Syjamu, z 1935 roku. Miały to być uniwersalne okręty, pełniące w czasie pokoju rolę okrętów szkolnych i funkcję prezentacji bandery za granicą, a w czasie wojny rolę kanonierek lub eskortowców. Za literaturą anglojęzyczną najczęściej określane są jako slupy, także jako eskortowce.
Oba okręty zbudowała stocznia Uraga Dock w Yokosuce. Pierwszy z nich, od którego określano typ, otrzymał nazwę „Tachin” (taj.: ท่าจีน). Stępkę pod jego budowę położono w 1936 roku (bliższa data nieznana). Okręt wodowano 24 lipca 1936 roku, natomiast wszedł do służby w czerwcu 1937 roku.

## Opis

### Opis ogólny

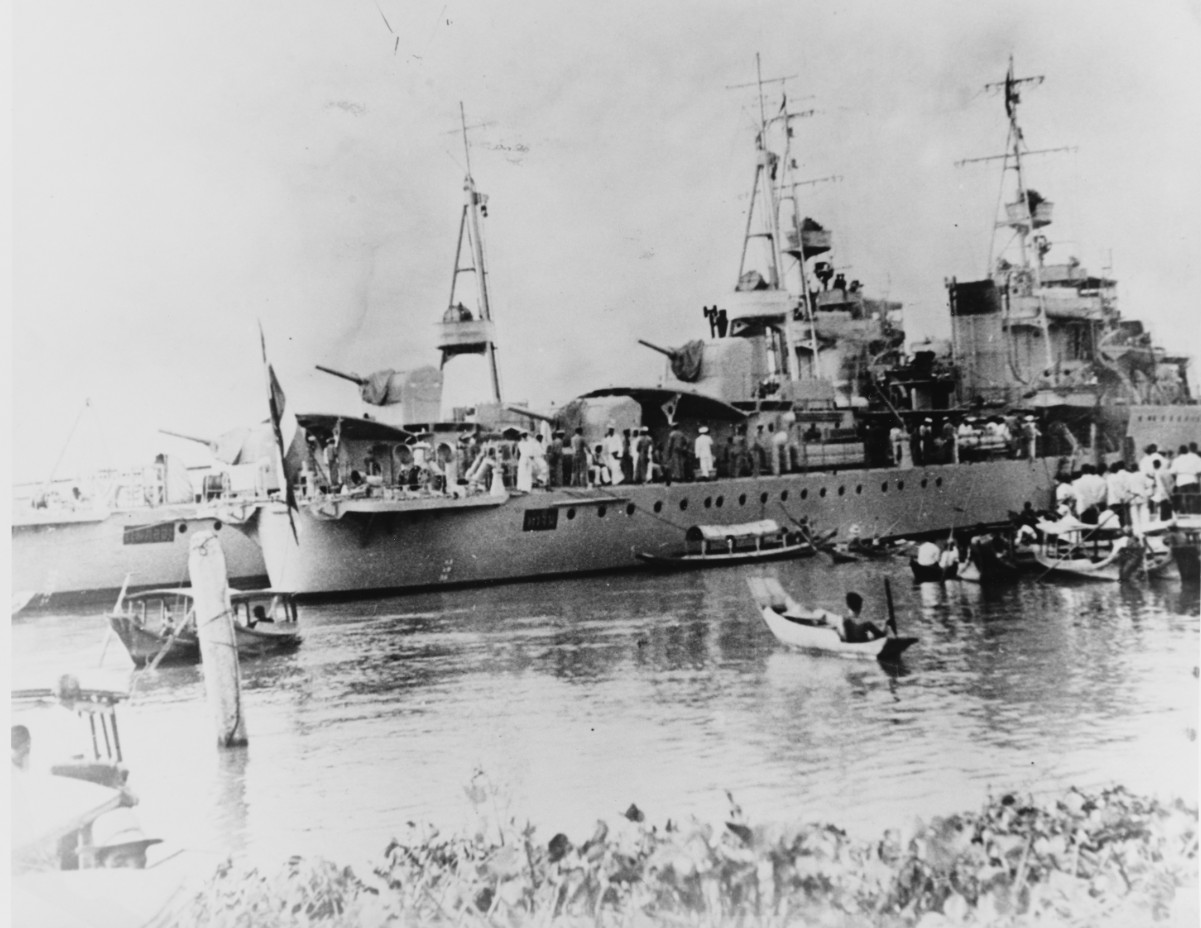
Oba okręty typu Tachin

Okręty miały architekturę podobną do niszczycieli, dzięki cechom takim jak podwyższony pokład dziobowy tylko na ok. 40% długości kadłuba, rozmieszczenie czterech dział artylerii głównej w superpozycji oraz niezabudowany pokład górny na śródokręciu między kominem a nadbudówką rufową, gdzie umieszczono wyrzutnie torpedowe. Załoga w roli okrętu szkolnego obejmowała maksymalnie 155 osób.
Długość całkowita okrętów wynosiła 82 m, szerokość 10,36 m, a zanurzenie 3,14 m. Wyporność standardowa była określona na 1400 ts (ton angielskich), a wyporność pełna na 2000 ts.
Okręt napędzany był przez dwie pionowe maszyny parowe potrójnego rozprężania o łącznej mocy indykowanej 2500 hp, poruszające dwa wały śrub. Parę dostarczały dwa kotły wodnorurkowe. Prędkość maksymalna wynosiła 17 węzłów. Okręt zabierał 487 ton paliwa. Zasięg wynosił 8000 mil morskich przy prędkości 12 węzłów.

### Uzbrojenie
Główne uzbrojenie artyleryjskie składało się z czterech pojedynczych japońskich armat kalibru 120 mm Typ 3 o długości lufy 45 kalibrów (L/45). Działa wyposażone były w głębokie maski ochronne japońskiego wzoru i umieszczone były po dwa na dziobie i rufie w superpozycji. Uzbrojenie przeciwlotnicze było słabsze i stanowiły je tylko dwa pojedyncze włoskie działka automatyczne kalibru 20 mm Breda model 1939 L/65, uzupełniane przez dwa karabiny maszynowe kalibru 7,7 mm. 
Okręt miał ponadto uzbrojenie torpedowe w postaci czterech wyrzutni torpedowych kalibru 450 mm, w dwóch podwójnych aparatach ustawionych na pokładzie górnym za kominem na każdej z burt. Według części publikacji, był przystosowany także do stawiania min, lecz brak jest konkretnych informacji o ich liczbie i czy okręt był wyposażony w stałe lub demontowane tory minowe. Mógł być również wyposażony w trały do trałowania min.
Okręt pierwotnie mógł przenosić wodnosamolot typu Watanabe WS-103, opuszczany na wodę za pomocą dźwigu, z którego jednak następnie zrezygnowano.

## Służba
„Tachin” wszedł do służby w Królewskiej Marynarce Wojennej Tajlandii (do 1939 roku: Syjamu) w czerwcu 1937 roku. Nie brał udziału w starciach wojny francusko-tajlandzkiej na przełomie 1940/41 roku.
Podczas II wojny światowej Tajlandia pod naciskiem japońskim wypowiedziała wojnę Wielkiej Brytanii i USA, lecz jej marynarka nie była aktywnie używana w walkach z tymi państwami, a jedynie do obrony wybrzeża i przybrzeżnej służby eskortowej. 1 czerwca 1945 roku „Tachin” został jednak poważnie uszkodzony w nalocie brytyjskich bombowców Consolidated B-24 Liberator na bazę Sattahip i nie został wyremontowany. Został złomowany po wojnie w latach 1945-46.